# 17219 Gianninoto
17219 Gianninoto è un asteroide della fascia principale. Scoperto nel 2000, presenta un'orbita caratterizzata da un semiasse maggiore pari a 2,6941486 UA e da un'eccentricità di 0,1206488, inclinata di 14,11814° rispetto all'eclittica.